# 青堌堆遗址
青堌堆遗址，位于山东省济宁市梁山县小安山镇董庄村，1992年6月12日公布为山东省文物保护单位，2013年3月5日公布为第七批全国重点文物保护单位。